# Viamala

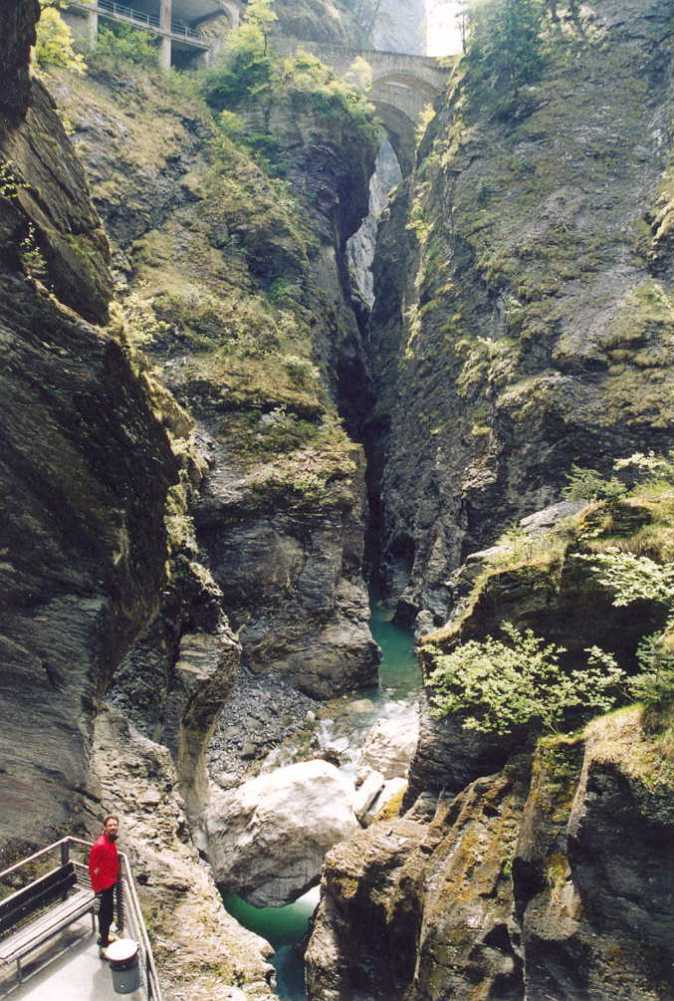
Die engste Stelle der Via-Mala-Schlucht

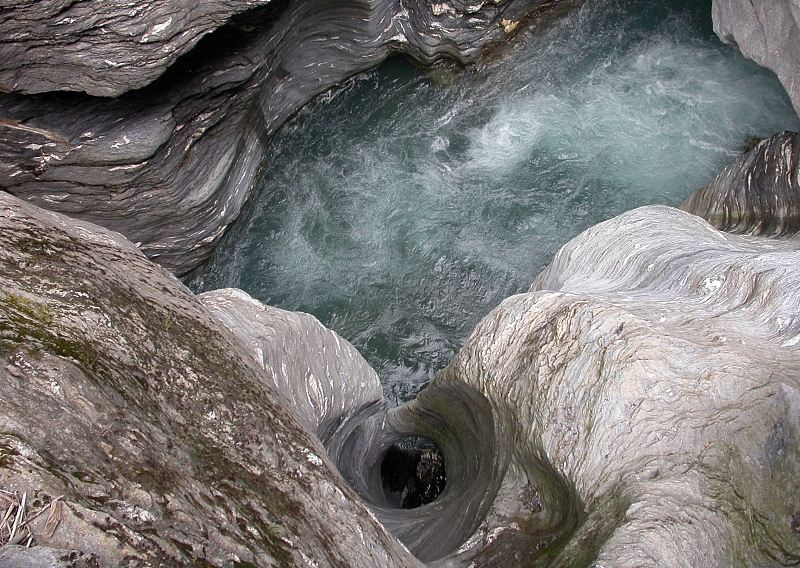
Strudelloch

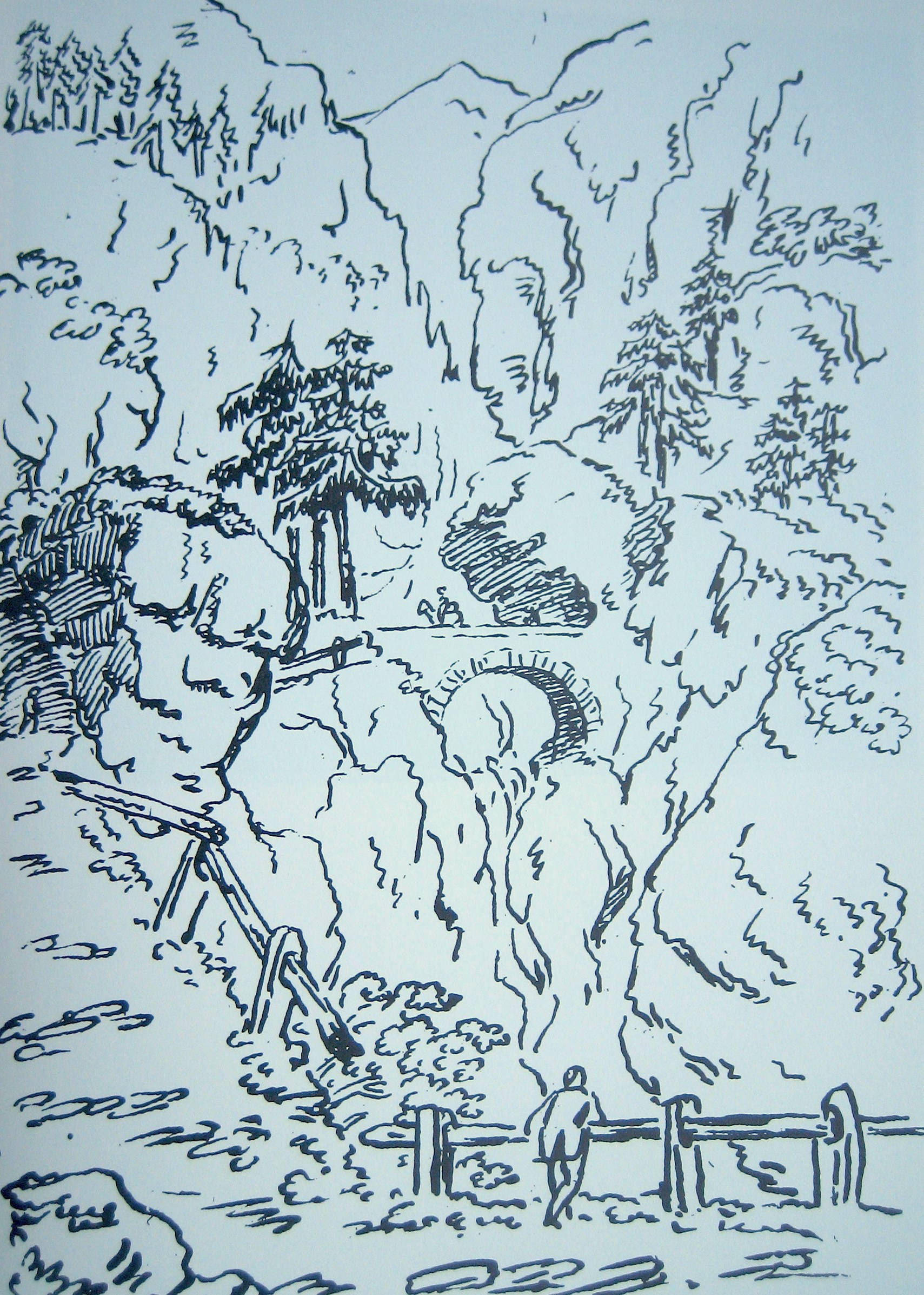
Die Via Mala auf einer Zeichnung von J. W. Goethe; 1. Juni 1788

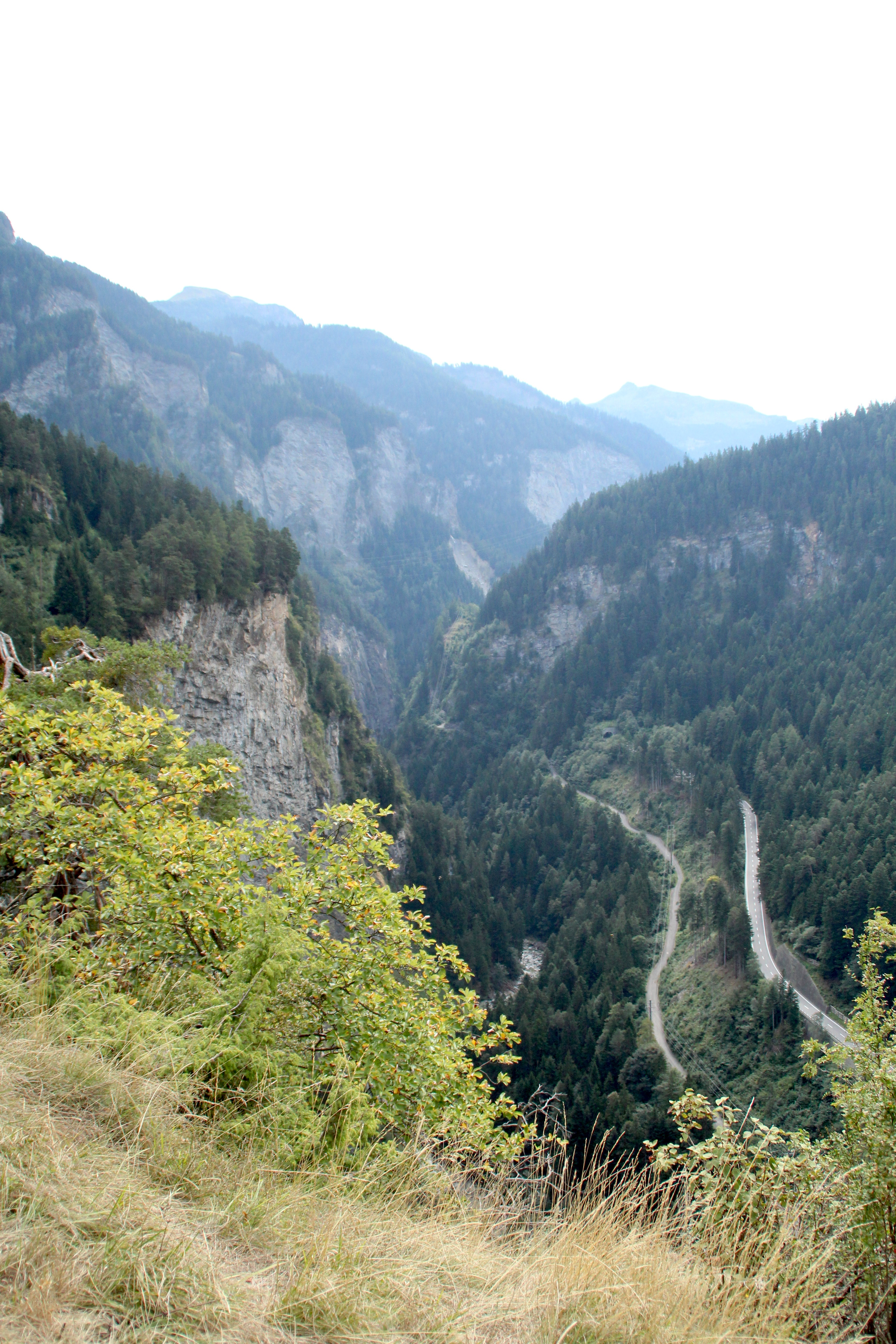
Blick in die Via Mala nach Süden

Viamala oder Via Mala (Latein; rätoromanisch „veia mala“; übersetzt «schlechter Weg») bezeichnet einen früher berüchtigten, rund acht Kilometer langen Wegabschnitt entlang des Hinterrheins zwischen Thusis und Zillis-Reischen im Schweizer Kanton Graubünden.
Die tief eingegrabene Schlucht bildet das schwierigste Hindernis im Verlauf der Unteren Strasse von Chur zu den Alpenpässen Splügen und San Bernardino.

## Geschichte

### Der römische Weg
Wie Forschungen von Armon Planta zeigen, führte bereits zur Römerzeit ein Weg durch die Viamala. Unklar ist, ob er mit Wagen befahren werden konnte. Felszeichnungen aus der Bronzezeit auf Carschenna sowie bronze- und eisenzeitliche Funde im Schams im Süden und Domleschg im Norden weisen bereits damals (also schon ab etwa 1500 v. Chr.) auf einen Saumpfad über die Alpen (Splügen und San Bernardino) durch diese Gegend.
Für den Zugang zur Schlucht von Norden her gab es zwei Möglichkeiten: linksseitig von Masein über Rongellen oder rechtsseitig von Sils im Domleschg über Burg Hohenrätien und die Kirche St. Albin. Letztere Variante war wohl in römischer Zeit beliebter, wurde aber um 1300 durch Rüfen unpassierbar und erst 1666 nochmals erstellt, was wegen der Konkurrenz für die Seite Thusis zum kurzzeitigen Ausschluss des Schams aus dem Grauen Bund führte. Beide Wege trafen sich am Nesselboden, dem nördlichen Eingang zur Viamala, welche die Römer linksseitig mit mehreren aus dem Fels gehauenen Halbgalerien bezwingen konnten. Vermutlich im Bereich unterhalb der heutigen Autostrassenbrücke bei der heutigen Brücke des Wanderweges (Punt da Suransuns) leitete eine hölzerne Brücke den Verkehr wieder auf die rechte Rheinseite und über Reischen nach Zillis.

### Der Viamalabrief von 1473
Im Mittelalter verlagerte sich der Fernverkehr vom Splügenpass mehr und mehr auf die konkurrierende, vom einflussreichen Churer Bischof geförderte Obere Strasse über den Septimerpass. Der schlecht unterhaltene Weg am Hinterrhein verfiel zusehends, weshalb Schlucht und Weg seit dem 13. Jahrhundert Viamala genannt wurden.
1473 beschlossen die Gemeinden Thusis, Masein und Cazis, die richstrass und den waeg entzwüschend Tusis und Schams, so man nempt Fyamala zuo howen, uffzuorichten und ze machen. Bei diesem mutigen Vorhaben fanden die Heinzenberger durch die anderen Porten (Transportgenossenschaften) entlang der Unteren Strasse Unterstützung. Anstatt der alten Holzbrücke erstellte man etwa anderthalb Kilometer weiter südlich die mächtige steinerne Punt da Tgiern. Das römische Wegstück wurde saniert und anschliessend bis zur neuen Brücke ein kühner Weg teils aus dem Fels gehauen, teils auf Holzstegen über den schwindelerregenden Abgrund geführt.
Der Bischof konnte nicht verhindern, dass die ausgebaute Splügenroute zur wichtigsten Bündner Transitverbindung avancierte; seine Macht war geschwunden, und die Gerichtsgemeinden entwickelten sich in den Drei Bünden zum Souverän. Neben Säumerkarawanen, Handelsreisenden, Diplomaten und «frühen Touristen» passierte auch der Lindauer Bote, ein von der Stadt Lindau organisierter Kurierdienst, auf seinem Weg nach Mailand die Viamala.

### Neuzeitliche Ausbauten

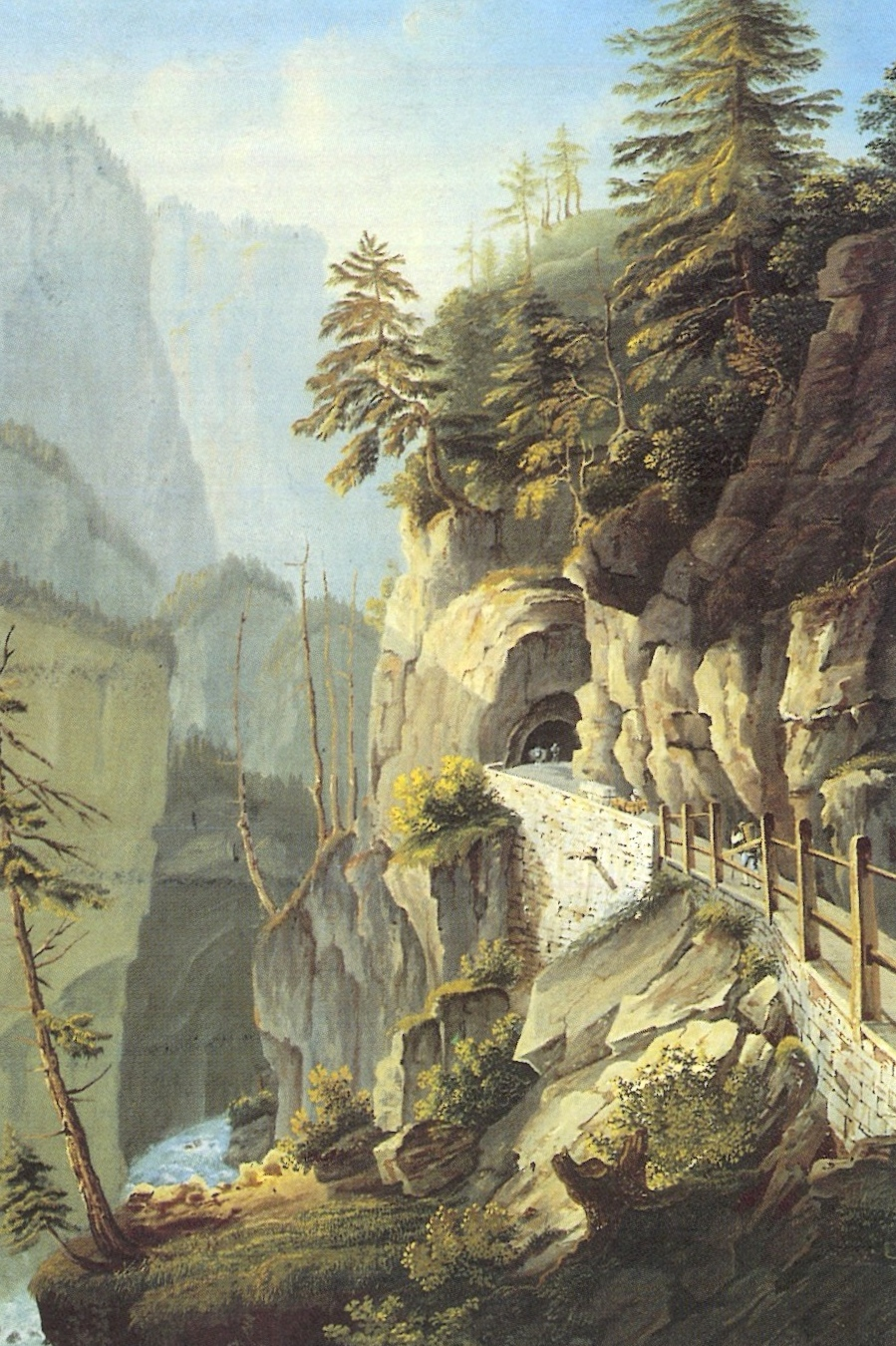
Die Via Mala in der ersten Hälfte des 19. Jahrhunderts. Darstellung von Johann Ludwig Bleuler

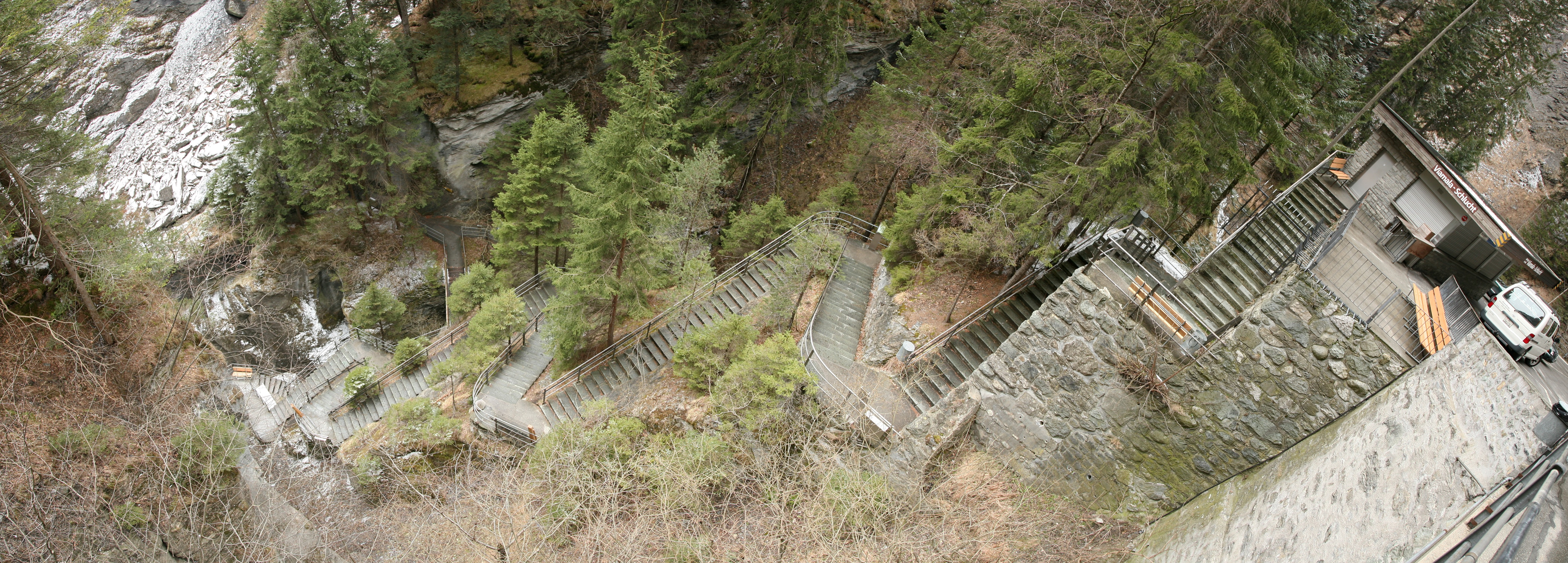
Touristische Erschliessung der Schlucht

In den Jahren 1738–1739 erstellte der Davoser Baumeister Christian Wildener zwei Brücken, mit denen der exponierteste Abschnitt des römischen Viamala-Weges rechtsseitig umgangen werden konnte; eine davon hat sich bis heute erhalten.
Bis zum Jahre 1818 bestand das Transportwesen in Graubünden aus sogenannten Porten, einzelnen Transportverbänden, zwischen denen sich obligatorische Umladestationen befanden.
Dieses System war sehr umständlich, weshalb bereits im Jahre 1805 die ersten Vorschläge zum Ausbau des Bündner Strassennetzes gemacht wurden. Eine Kunststrasse über den San Bernardino hätte den Gütertransport vereinfacht. Die Porten waren jedoch gegen den Bau der Kunststrasse, und die Vorschläge stiessen auch auf viel Widerstand seitens der Agrarier.
Die Konkurrenz anderer Pässe machte sich immer stärker bemerkbar. Sardinien-Piemont unterstützte den Bau der neuen Passstrasse. Österreich war dagegen, stimmte aber 1818 dennoch zum Bau zu. Die Finanzierung der anfallenden Kosten des Strassenbaus erfolgte vor allem durch den Churer Speditionsstand, Sardinien und den Kanton Graubünden.
Unter der Leitung und Planung von Giulio Pocobelli und mit Hilfe des Ingenieurs Richard La Nicca begann 1818 der Bau der Kunststrasse. Als ein Grund für den Bau der Kunststrasse wird die Hungersnot 1816 angegeben, dies ist jedoch umstritten. Obwohl sie in vielen historischen Darstellungen erwähnt wird, sagt Jürg Simonett, ehemaliger Leiter des Rätischen Museums in Chur, dass er keine zeitgenössische Quelle gefunden hat, welche die Hungersnot als Ursache für den Strassenbau nachweist.
Ab 1821 war die neue Strasse erstmals befahrbar, und um 1823 wurde sie vollendet. Erst ab 1834 herrschte dann endgültig freie Konkurrenz im Fuhrwesen, als die Porten abgeschafft wurden. Dies führte dazu, dass Güter schneller und kostengünstiger transportiert werden konnten. Die ausgebauten Passstrassen förderten nicht nur den Handel, sondern auch den Tourismus in Graubünden.
Die Bernhardinstrasse führt in der nördlichen Zufahrt mit Tunnel und Galerien durch das Verloren Loch und eliminiert so die Gegensteigung über die Rongeller Höhe. Die drei vorhandenen Brücken wurden weiterhin benutzt, dazwischen eine neue Trasse aus dem Fels gesprengt.
Ein verheerendes Hochwasser zerstörte 1834 die Strasse im Bereich der Punt da Tgiern. Die Brücke selbst hielt stand, war aber danach nutzlos und wurde dem Verfall preisgegeben. Als Ersatz baute man 1836 nördlich davon die Rania-Brücke. Der Strassenverlauf von 1836 entspricht der heutigen Kantonsstrasse, abgesehen von einem neuen Tunnel beim A13-Anschluss und den zwei Brücken, die 1935/38 die Aufgabe der dem Autoverkehr nicht mehr gewachsenen Wildener-Brücken übernahmen (die eine Brücke blieb bestehen und ist für Fussgänger zugänglich). Zwischen den beiden Brücken wird an einem Parkplatz mit Kiosk die Schlucht durch eine Treppe mit 321 Stufen erschlossen, so dass Besucher die enge Stelle und den Strudel besichtigen können.
Während des Zweiten Weltkriegs wurde in der Schlucht die Sperrstelle Via Mala erstellt.
Die 1967 eröffnete Autostrasse A13 umfährt den engsten Abschnitt in einem 742 Meter langen Tunnel und überquert den südlichen Teil der Viamala auf einer von Christian Menn entworfenen, grossen Bogenbrücke mit einer Stützweite von 86 Metern. Das bereits 1958 neu gebaute Teilstück zwischen Thusis und Rongellen wurde 1996 durch den 2171 Meter langen Crapteig-Tunnel ersetzt.
Im selben Jahr wurde der historische rechtsrheinische Weg, die Veia Traversina, durch den Bau des Traversinerstegs erneuert. Diese Brücke wurde wie zuvor auch schon der römische Weg im Jahre 1999 von Steinschlag zerstört. Die 2005 erstellte neue Hängebrücke ist länger und zugleich eine Treppe. Eine weitere Fussgängerbrücke im südlichen Teil der Schlucht ermöglicht die ganze Passage durch die Viamala zu Fuss.
Auf Frühjahr 2014 wurde die touristische Infrastruktur des Besucherzentrums erneuert. Ein neuer Shop mit Besucher-Terrasse und eine neue WC-Anlage wurden errichtet und die Treppenanlage saniert; das Umbauvorhaben mit einem Kostenrahmen von 1,4 Millionen CHF konnte am 21. Juni 2014 offiziell eröffnet werden. Eine kleine Ausstellung etwas weiter oberhalb bei der alten Brücke informiert über die Geschichte der Schlucht und die Landschaft. Die Verkehrsgeschichte der Viamala wird Besuchern in Führungen und nächtlichen Shows präsentiert.